# Phim truyện truyền hình Nhật Bản

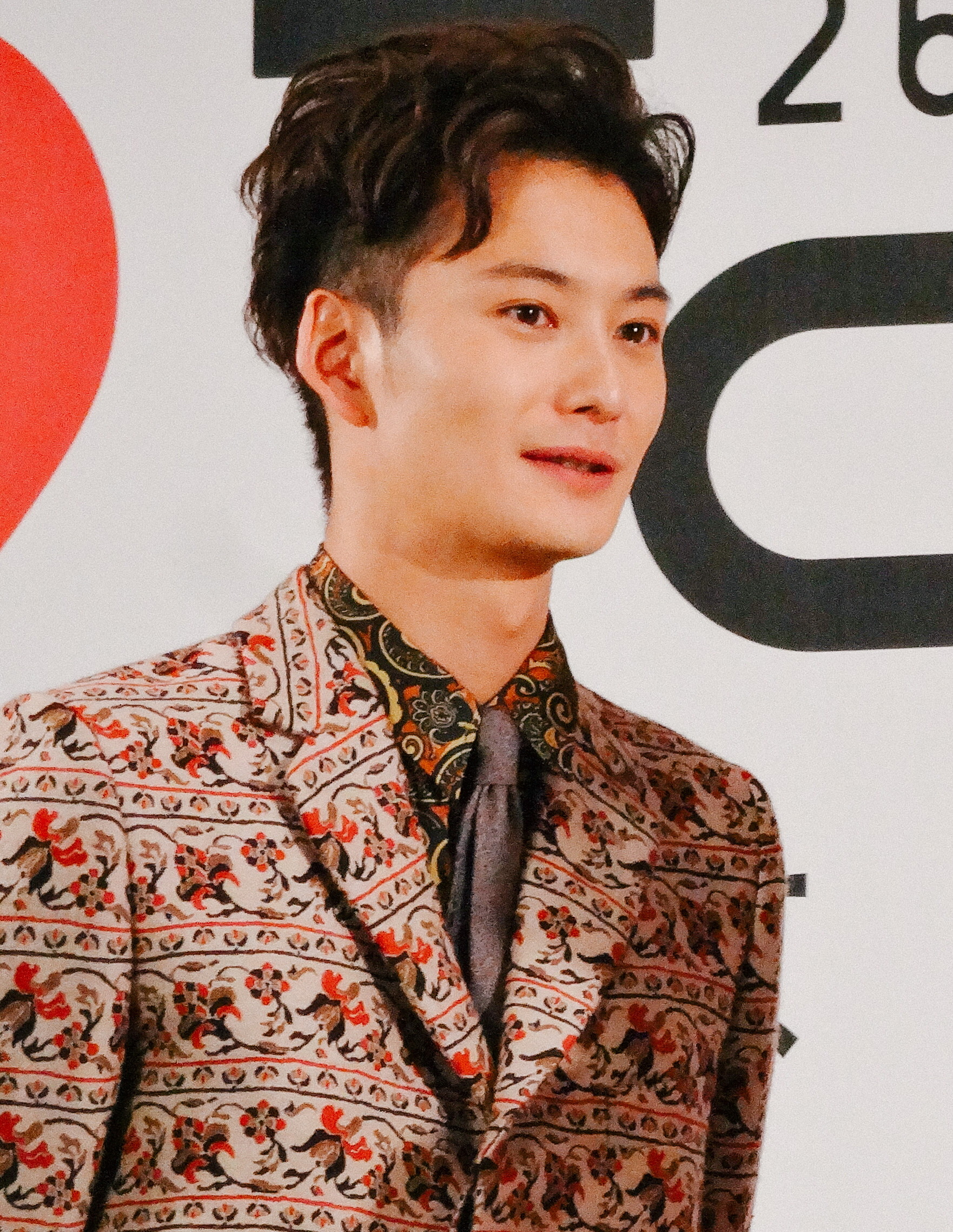
Diễn viên Okada Masaki

Phim truyền hình Nhật Bản hay phim bộ Nhật Bản (テレビドラマ terebi dorama), còn được gọi là dorama (ドラマ), là một nhân tố chính của truyền hình Nhật Bản và được phát sóng hàng ngày. Tất cả các đài truyền hình lớn ở Nhật Bản sản xuất đa dạng các bộ phim truyện bao gồm lãng mạn, hài hước, truyện trinh thám, kinh dị và nhiều thể loại khác. Đối với những dịp đặc biệt cũng có thể có một bộ phim truyền hình từ 1-2 tập với một chủ đề đặc biệt, chẳng hạn như một bộ phim được sản xuất năm 2007 để kỷ niệm 60 năm kết thúc Chiến tranh thế giới thứ hai.

## Phim theo xu hướng
Mặc dù một số người coi Super Sentai và thể loại tokusatsu như những bộ phim truyện nhưng chúng không được bao phủ khi phim truyền hình ám chỉ đến sử dụng định nghĩa "trendy" (theo xu hướng). Một số nhà bình luận đã phát hiện ra một thể loại của thơ tượng trưng thời hiện tại.